# Moravice (Vrbovsko)
Moravice (korábban Srpske Moravice) falu Horvátországban, a Tengermellék-Hegyvidék megyében. Közigazgatásilag Vrbovskóhoz tartozik.

## Fekvése
Fiumétól 45 km-re északkeletre, községközpontjától 8 km-re északnyugatra, a horvát Hegyvidék északkeleti részén, a Zágráb-Fiume vasútvonal mellett fekszik. A tágabb értelemben vett Moravice 46,71 km2 területet ölel fel, melynek legnagyobb részét bükk és fenyőerdők borítják, melyek között 24 kis falu található kis mezőgazdaságilag művelhető területekkel. A Dobra folyótól északra Tomići, Radigojna, Bunjevci, Nikšići, Vukelići, Dragovići, Dokmanovići, Jakšići, Vučinići, Međedi és Topolovica, a Dobrától délre Gornji és Donji Vučkovići, Petrovići, Matići, Carevići, Gornji és Donji Vukšići, Žakule, Tići, Radoševići, Mlinari és Komlenići. A térség központi települése Moravice vasút és autóbusz állomással, alap és középiskolával, kollégiummal, postával, valamint több szolgáltató létesítménnyel rendelkezik.

## Története
A 16. század elején az ismétlődő török támadások következtében Gomirje, Vrbovsko és Moravice ősi lakossága kipusztult. 1599-től Bosznia, Lika és Észak-Dalmácia területéről több hullámban pravoszláv szerb lakosság települt erre a vidékre, akiknek száma különösen azután nőtt meg, miután 1630-ban II. Ferdinánd vlach jogot és ezzel együtt járó kiváltságokat adott nekik.
A térség fejlődésén sokat lendített 19. század elején megépült a Lujziána út, mely az ország középső részét Fiuméval kötötte össze. Később ennek korszerűsítésével épült meg a Zágrábot Fiuméval összekötő 3-as számú főútvonal az ország egyik legfontosabb közlekedési útvonala. 1873–74-ben elkészült a vasúti pálya is, mely északra Károlyváros és Zágráb, délre Delnicán keresztül Fiuméval kötötte össze a térséget. A településnek 1857-ben 477, 1910-ben 773 lakosa volt. Trianonig Modrus-Fiume vármegye Vrbovskói járásához tartozott.
Moravice első népiskolája 1839-ben nyílt meg. Az első időszakban mivel nem volt mindig tanár a tanítás még rendszertelenül folyt. Később az oktatás színvonala sokat javult és idővel nyolc osztályosra bővült. 1848-ban már 42 tanuló járt ide. Az 1920-ban megnyitott új iskolában már szakmák tanulására is volt lehetőség, melyek közül kiemelkedett a vasúti munkákra való képzés. 1947-ben a vasúti képzés számára ingyenes bentlakásos kollégiumot alapítottak. Ma a település nyolcosztályos alapiskolája mellett vasúttechnikai középiskola is működik, melynek két kollégiuma is van.
A falunak 2011-ben 654 lakosa volt.

## Lakosság
| Lakosság változása | Lakosság változása | Lakosság változása | Lakosság változása | Lakosság változása | Lakosság változása | Lakosság változása | Lakosság változása | Lakosság változása | Lakosság változása | Lakosság változása | Lakosság változása | Lakosság változása | Lakosság változása | Lakosság változása | Lakosság változása |
| ------------------ | ------------------ | ------------------ | ------------------ | ------------------ | ------------------ | ------------------ | ------------------ | ------------------ | ------------------ | ------------------ | ------------------ | ------------------ | ------------------ | ------------------ | ------------------ |
| 1857               | 1869               | 1880               | 1890               | 1900               | 1910               | 1921               | 1931               | 1948               | 1953               | 1961               | 1971               | 1981               | 1991               | 2001               | 2011               |
| 477                | 638                | 131                | 349                | 515                | 773                | 832                | 1241               | 734                | 974                | 916                | 956                | 814                | 841                | 797                | 654                |

## Nevezetességei
- A Rudač domb területén jégbarlang található, melynek hosszúsága 200 méter és mintegy 30 méter mélységig ereszkedik. Központi terme 400 négyzetméretes, ahonnan keleti irányba száz méter hosszú folyosó vezet. Nyugati oldalán szűk átjáró vezet egy 50 négyzetméteres cseppkövekkel ékes terembe. Azért nevezik jégbarlangnak, mert a téli hideg a barlang vizét megfagyasztja és az egész évben nem enged fel. Szakszerű feltárása még nem történt meg.[7]
- A domb lábánál található a Čogrljevo tó, mely létét a Vučinić családnak köszönheti, akik 1919-ben a Studeno forrás vizének felfogására gátat építettek. Később a tó köré padokkal szegélyezett sétány létesült. A tó végében egy kis barlang található, melyhez egy monda is fűződik. A monda szerint egykor kolerajárvány pusztított a vidéken és egy asszony azt álmodta, hogy igyon a forrás vizéből és égessen borókaágat. Amikor az emberek így tettek a járvány megszűnt.[7]

## Híres emberek
Itt született 1878. augusztus 25-én Slavko Kvaternik horvát politikus, az usztasa mozgalom parancsnoka, a Független Horvát Állam egyik megalapítója, horvát nemzetvédelmi miniszter.